# Regione Orientale (Marocco 1997-2015)
La Regione Orientale era una delle 16 regioni del Marocco, istituita nel 1997 e soppressa nel 2015. 
La regione, nel 2009, comprendeva le seguenti province e prefetture:
- Provincia di Berkane
- Provincia di Driouch
- Provincia di Figuig
- Provincia di Jerada
- Provincia di Nador
- Prefettura di Oujda-Angad
- Provincia di Taourirt

All'interno della Regione Orientale si trova l'enclave spagnola di Melilla.